# Pseudometagea montana
Pseudometagea montana är en stekelart som först beskrevs av William Harris Ashmead 1890.  Pseudometagea montana ingår i släktet Pseudometagea och familjen Eucharitidae. Inga underarter finns listade i Catalogue of Life.